# Meddelarfrihet
Meddelarfrihet är en svensk juridisk term som innebär att alla människor har rätt att ta kontakt med massmedia, en journalist eller en författare för att lämna uppgifter för publicering. 
En viktig följd av att bl.a. offentliga tjänstemän och myndighetsanställda omfattas av meddelarfriheten är att dessa i vanliga fall har rätt att bryta mot sekretessbestämmelser när de tar kontakt med en journalist eller författare. Det nämnda är ovanligt i ett internationellt perspektiv och gör den svenska meddelarfriheten ovanligt stark. Det finns dock ett antal undantag till rätten att bryta mot sekretess.
Meddelarfriheten anses viktig för transparensen i samhället och för att visselblåsare ska kunna avslöja missförhållanden och oegentligheter. 

## Allmänt om meddelarfriheten
| ”                                                               | Det skall stå envar fritt att, i alla de fall då ej annat är i denna förordning föreskrivet, meddela uppgifter och underrättelser i vad ämne som helst för offentliggörande i tryckt skrift till författare eller annan som är att anse som upphovsman till framställning i skriften, till skriftens utgivare eller, om för skriften finnes särskild redaktion, till denna eller till företag för yrkesmässig förmedling av nyheter eller andra meddelanden till periodiska skrifter. | „ |
| – 1 kap. 1 § tredje stycket tryckfrihetsförordningen (1949:105) | |   |

| ”                                                  | Varje svensk medborgare är tillförsäkrad rätt att till författare och andra upphovsmän samt till utgivare, redaktioner, nyhetsbyråer och företag för framställning av tekniska upptagningar lämna uppgifter i vilket ämne som helst för offentliggörande i radioprogram och sådana upptagningar. Han har också rätt att anskaffa uppgifter i vilket ämne som helst för sådant uppgiftslämnande eller offentliggörande. I dessa rättigheter får inga andra begränsningar göras än de som följer av denna grundlag. | „ |
| – 1 kap. 2 § yttrandefrihetsgrundlagen (1991:1469) | |   |

Meddelarfriheten skyddas av två av Sveriges grundlagar, nämligen tryckfrihetsförordningen (TF) och yttrandefrihetsgrundlagen (YGL). TF ger rätt att meddela uppgifter i tryckt skrift såsom tidningar och böcker medan YGL ger en motsvarande rätt att meddela uppgifter i radio- och tv-sändningar och vissa liknande kommunikationsmedel. 
En meddelare har rätt att vara anonym (se 3 kap TF och 2 kap YGL).
En meddelare kan normalt inte straffas, varken för brott mot tystnadsplikt eller för andra brott som avslöjandet av uppgifter kan innebära. Istället är den ansvarige utgivaren ensamt ansvarig för publiceringen. Den ansvarige utgivaren kan endast åtalas i ett tryckfrihets- eller yttrandefrihetsmål. Även den journalist som skrivit en artikel erhåller skydd som meddelare, eftersom den ansvarige utgivaren ensam bär ansvaret för en publicering (s.k. ensamansvar).
I vissa fall bryts dock meddelarfriheten (se avsnittet nedan om undantag till meddelarfriheten) och då ansvarar var och en för sina egna handlingar, dvs den ansvarige utgivaren har inte längre något ensamansvar för publiceringen.

### Meddelarskydd
Huvudartikel: Meddelarskydd
Offentligt anställda samt (sedan 1 juli 2017) anställda och uppdragstagare i privat bedriven verksamhet inom skola, vård och omsorg, som till någon del är offentligt finansierad, omfattas även av så kallat meddelarskydd, det vill säga av efterforskningsförbud och ett förbud mot repressalier från sin arbetsgivare.

## Undantag från meddelarfriheten
Meddelarfriheten är en stark huvudregel, men det finns undantag då den inte gäller. Eftersom meddelarfriheten skyddas av grundlag har även dessa undantag stöd i grundlag.
- Meddelarfriheten gäller inte vid vissa särskilda tystnadsplikter, s.k. kvalificerade tystnadsplikter, där det i offentlighets- och sekretesslagen (OSL) angetts att meddelarfriheten inte ska gälla. Det finns många sådana exempel, ett är utrikessekretessen där det i 15 kap 6 § 1 st OSL anges: "Den tystnadsplikt som följer av 1 § [utrikessekretessen] inskränker rätten enligt 1 kap. 1 § tryckfrihetsförordningen och 1 kap. 1 och 2 §§ yttrandefrihetsgrundlagen att meddela och offentliggöra uppgifter, när det är fråga om uppgift vars röjande kan antas sätta rikets säkerhet i fara eller annars skada landet allvarligt." Ett annat exempel är förundersökningssekretessen, där det anges i 18 kap 19 § 2 st OSL: "Den tystnadsplikt som följer av 1-3 §§ [förundersökningssekretessen] inskränker rätten att meddela och offentliggöra uppgifter, när det är fråga om uppgift om kvarhållande av försändelse på befordringsföretag, hemlig avlyssning av elektronisk kommunikation, hemlig övervakning av elektronisk kommunikation, hemlig kameraövervakning eller hemlig rumsavlyssning på grund av beslut av domstol, undersökningsledare eller åklagare eller inhämtning av uppgifter enligt lagen (2012:278) om inhämtning av uppgifter om elektronisk kommunikation i de brottsbekämpande myndigheternas underrättelseverksamhet".

- Meddelarfriheten gäller inte om man gör sig skyldig till vissa brott mot rikets säkerhet, närmare bestämt högförräderi, spioneri, grovt spioneri, grov obehörig befattning med hemlig uppgift, uppror, landsförräderi, landssvek eller försök, förberedelse eller stämpling till sådant brott.

- Meddelarfriheten gäller inte vid oriktigt utlämnande av en allmän handling. Det ska understrykas att meddelarfriheten bara gäller muntliga uppgifter, och innebär ingen rätt att överlämna sekretessbelagda handlingar, vilket detta undantag ger uttryck för.

Dessa undantag framgår av 7 kap 3 § TF och 5 kap 3 § YGL. Undantagen till meddelarfriheten utgör också undantag till efterforskningsförbudet, men inte alltid. Frågan avgörs av domstol.
Ett annat, informellt, undantag från meddelarfriheten finns också. Meddelarfrihet gäller inte för en präst, vad avser sådant som framkommit vid bikt eller enskild själavård. Genom sin, inte i lag numera utan i Kyrkoordningen, absoluta tystnadsplikt är en präst förbjuden att för någon röja sådant som denne där fått kännedom om. En präst får inte heller höras som vittne om sådana uppgifter, vilket är lagfäst i rättegångsbalken.

## Anskaffarfrihet
Anskaffarfriheten är en till meddelarfriheten närbesläktad rätt som infördes efter den s.k. IB-affären. Anskaffarfriheten kompletterar meddelarfriheten och gränsar till densamma. Anskaffarfriheten kan gälla stadiet innan meddelarfriheten blir aktuell. Det kan t.ex. innebära en rätt att ta fotografier eller på annat sätt anskaffa information, som i nästa steg överlämnas för publicering (både anskaffar- och meddelarfriheten används i en sådan situation).

## Dom för brott mot meddelarfrihet
I ett uppmärksammat fall från 2020 blev två anställda vid Attendo dömda i både Tingsrätten och Hovrätten för brott mot meddelarfrihet. Domen överklagades till
Högsta Domstolen, som den 20 november 2024 meddelade att domen står fast. 

## Källhänvisningar
1. ↑  ”Meddelarfrihet – det får du säga om jobbet till en journalist”. Kommunalarbetaren. 11 april 2022. https://ka.se/2022/04/11/meddelarfrihet-det-far-du-saga-om-jobbet-till-en-journalist/. Läst 25 september 2024.
2. ↑  ”Högsta domstolen ger Stine rätt mot Attendo”. Dagens Nyheter. 20 november 2024. https://www.dn.se/sverige/hogsta-domstolen-ratt-av-stine-att-larma/. Läst 20 november 2024.